# Sligo Bay
Sligo Bay (irl. Cuan Shligigh)  to naturalna zatoka morska w hrabstwie Sligo w Irlandii.

## Geografia
Zatoka Sligo otwarta jest między Aughris Head (południe) a Roskeeragh Point (północ). Wewnętrzna część zatoki jest podzielona na trzy mniejsze części, na których znajdują się ujścia trzech rzek: Drumcliff, Garavogue i Bonet.  Rzeka Garavogue dociera do zatoki w jej centralnej części zwanej Portem Sligo, która jest podzielona od zewnętrznej części przez trzy małe wysepki: Coney, Oyster i Maguins.  Na południowym końcu zatoki znajduje się ujście rzeki Ballisodare, w pobliżu miejscowości o tej samej nazwie.

## Historia
Duże plaże i równiny pływowe położone wokół zatoki są dobrym środowiskiem dla skorupiaków. Ten rodzaj żywności przyciągał mieszkańców od epoki kamienia, o czym świadczy liczba narzędzi odkrytych w okolicy przez archeologów.  
Przez wieki w wodach zatoki doszło do zatonięcia kilku wraków. Całkiem dobrze zbadany jest wrak Labii (25 września 1588 r.), 728-tonowy okręt wojenny. Liczba zatonięć zaczęła spadać wraz z upadkiem portu Sligo w XX wieku.

## Transport
Port lotniczy Sligo znajduje się na brzegu zatoki, u podnóża Knocknarea wzgórz między portem Sligo i zatoką Ballysadare (ujście rzeki Bonet).

## Latarnie morskie
W zatoce Sligo znajdują się cztery latarnie morskie.

### Latarnia morska na Blackrock (Sligo)
25-metrowa latarnia Blackrock (54°18'28"N 8°37'4"W)  w Zatoce Sligo wyróżnia się zewnętrznymi stopniami aż do połowy wieży.  

### Latarnie morskie w pobliżu Rosses Point
W zatoce Sligo znajdują się trzy latarnie morskie w pobliżu punktu Rosses, latarnie Metal Man, Lower Rosses i Oyster Island.

## Natura
Sligo Bay jest siedliskiem kolonii fok.  
Obszar estuariów jest chroniony na mocy prawodawstwa europejskiego wymienionego jako obszar Natura 2000. To także obszar dziedzictwa naturalnego, zdefiniowany i zarządzany przez Irlandzkie Parki Narodowe i Wildlife Service.